# Hermann Slupwachter
Hermann Slupwachter (auch Schlupwachter; * 1420 in Greifswald; † 1490) war ein deutscher römisch-katholischer Theologe und Rechtsgelehrter.

## Leben
Hermann Slupwachter entstammte einer vermögenden Greifswalder Ratsfamilie und war der Sohn des Johann Slupwachter und dessen Frau Lutgard. 1436 wurde er an der Universität Rostock immatrikuliert. 1441 wechselte er an die Universität Leipzig. 
Später wurde er Thesaurar am Camminer Dom und Pfarrer in Stralsund. Slupwachter war mit Heinrich Rubenow verwandt und  aktiv am Gründungsprozess der Universität Greifswald beteiligt. Dazu vermittelte er zwischen dem Bischof von Cammim Henning Iven und dem Bischof von Brandenburg Stephan Bodecker. Er wurde zum Konservator der Hochschule bestimmt und erhielt eine Professur für Kirchenrecht. 1456 gehörte er dem concilium universitatis an. Im folgenden Jahr wurde er Kanoniker des neu eingerichteten Kollegiatstiftes am Dom St. Nikolai. Weiterhin hatte er eine Vikarie an der St.-Marien-Kirche und besaß umfangreichen Grundbesitz in der Stadt. 1460 wurde er von Heinrich Rubenow zum Doktor des kanonischen Rechts promoviert und 1460 Dekan am Greifswalder Domkapitel. In den Jahren 1458, 1463 und 1471 war er Rektor der Universität, 1476 deren Vizekanzler. 
Slupwachter war Generaloffizial des Bischofs von Cammin und Rat der Herzöge von Pommern-Wolgast. Die Greifswalder Juristen Johannes Parleberg, Georg Walter, Sabel Siegfried und Hermann Slupwachter wurden als Vermittler im Stettiner Erbfolgestreit eingesetzt und erreichten 1472 den Abschluss des Friedensvertrags von Prenzlau mit dem Kurfürstentum Brandenburg.